# San Marino na Mistrzostwach Świata w Lekkoatletyce 2011
San Marino na Mistrzostwach Świata w Lekkoatletyce 2011 reprezentowane było przez dwoje zawodników.

## Występy reprezentantów San Marino

### Mężczyźni

#### Konkurencje biegowe
| Konkurencja   | Zawodnik          | Preeliminacje | Preeliminacje | Eliminacje | Eliminacje | Półfinał | Półfinał | Finał    | Finał   |
| Konkurencja   | Zawodnik          | Rezultat      | Pozycja       | Rezultat   | Pozycja    | Rezultat | Pozycja  | Rezultat | Pozycja |
| ------------- | ----------------- | ------------- | ------------- | ---------- | ---------- | -------- | -------- | -------- | ------- |
| Bieg na 100 m | Federico Gorrieri | 11.42         | 18            |            |            |          |          |          |         |

### Kobiety

#### Konkurencje biegowe
| Konkurencja   | Zawodniczka      | Preeliminacje | Preeliminacje | Eliminacje | Eliminacje | Półfinał | Półfinał | Finał    | Finał   |
| Konkurencja   | Zawodniczka      | Rezultat      | Pozycja       | Rezultat   | Pozycja    | Rezultat | Pozycja  | Rezultat | Pozycja |
| ------------- | ---------------- | ------------- | ------------- | ---------- | ---------- | -------- | -------- | -------- | ------- |
| Bieg na 100 m | Martina Pretelli | 12.47         | 13 Q          | 12.27      | 46         |          |          |          |         |